# Медневская волость
Ме́дневская волость (латыш. Medņevas pagasts) — одна из 19 волостей Балвского края. Волостным центром является деревня Семенова (латыш. Semenova).
На востоке волость граничит с Линовской волостью Пыталовского района Псковской области России.
До 2021 года была в составе Вилякского края. В результате новой административно-территориальной реформы Вилякский край был упразднён, а Медневская волость была включена в Балвский край.

## Население
Крупнейшими населёнными пунктами волости являются деревни Семенова (латыш. Semenova), Айзпурве (латыш. Aizpurve), Видучи (латыш. Viduči).
По данным переписи населения Латвии 2011 года, из 724 жителей Медневской волости латыши составили 85,8 % (691 чел.), русские —  3,2 % (23 чел.). На начало 2015 года население волости составляло 665 постоянных жителей.